# パレルモ競馬場
パレルモ競馬場（西:Hipódromo Argentino de Palermo）はアルゼンチン共和国のブエノスアイレス、パレルモに位置する競馬場である。左回りで芝コースとダートコースを両方持つ。ダートコースは1100メートルまでなら直線競走も可能。アルゼンチン共和国のダービー、ナシオナル大賞やアルゼンチン古馬三大競走のひとつ、オノール大賞などが開催される競馬場として知られている。

## 主な競走

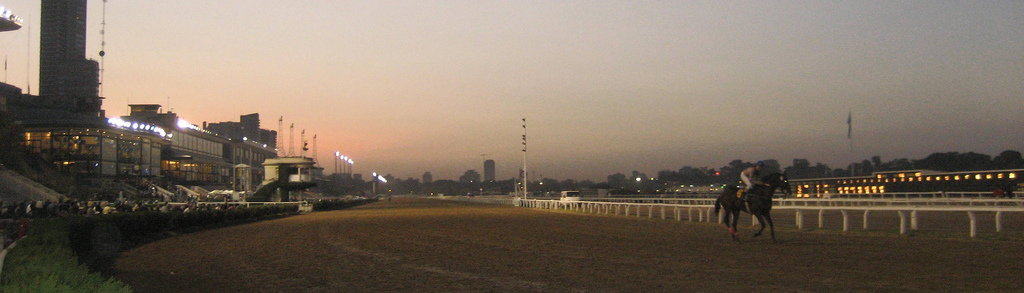
夕暮れのパレルモ競馬場

- ナシオナル大賞
- ポージャ・デ・ポトリロス
- セレクシオン大賞
- オノール大賞
- パレルモ大賞